# Dristavični spreletavec
Dristavični spreletavec (znanstveno ime Leucorrhinia pectoralis) je predstavnik raznokrilih kačjih pastirjev iz družine ploščcev, razširjen po večjem delu Palearktike.

## Opis
Odrasli dosežejo 32 do 39 mm v dolžino, od tega 23 do 27 mm zadek, zadnji krili pa merita 30 do 33 mm. Je največji predstavnik svojega rodu v Evropi. Obarvanost je podobna, z osnovno črno barvo in temnordečimi lisami po vrhu telesa pri samcih, ki so pri samicah in nezrelih samcih rumene do rjavkaste, temni lisi na bazi zadnjega para kril in beli »obrazni maski«. Prepoznavna značilnost te vrste je pika na sedmem členu zadka blizu konice, ki je svetlorumene barve in zelo izstopa tudi pri opazovanju skozi daljnogled na daleč. Dodatno razločevalno znamenje so zelo temne pterostigme. Le zelo stari samci so spet svetlejši, pri njih je kontrast manj očiten, zato je včasih potreben podrobnejši pregled za določitev.
Odrasli letajo poleti, od maja do avgusta.

## Habitat in razširjenost
Razmnožujejo se v nezasenčenih stoječih vodnih telesih z razvitim podvodnim rastlinjem, kakšen konkreten habitat jim najbolj ustreza pa je močno odvisno od regije. V Srednji in Vzhodni Evropi se specializira na plitke močvirnate habitate z rahlo kislo vodo. Ličinke lahko sobivajo z ribami le, če imajo na voljo dovolj skrivališč med podvodnim rastlinjem.
Vrsta je razširjena v pasu od Zahodne Evrope proti vzhodu čez evropski del Rusije in Sibirijo do obronkov gorovja Altaj na severu Kazahstana, proti jugu pa do Anatolije. Pogost je v Srednji Evropi, proti jugu pa vedno redkejši in populacije v južni Franciji, severni Italiji, Sloveniji ter na Hrvaškem so morda nestalne, odvisne od pritoka priseljencev s severa. Vrsta je doživela znaten upad v mnogih delih Evrope v drugi polovici 20. stoletja zaradi degradacije življenjskega okolja, od 1990. let dalje pa se stanje izboljšuje.
Slovenija je na jugovzhodnem robu areala te vrste, najdišča pa so skoraj izključno omejena na ribnike ter rečne mrtvice na severovzhodnem delu države. Pri tem razmnoževanje razen enkrat v prvi polovici 1990. let še ni bilo potrjeno, vendar obstaja možnost, da so bile ličinke samo spregledane. V tem delu območja razširjenosti preferira ekstenzivne ribnike z razvito obrastjo po dnu, ki jih upravitelji ne izpraznijo vsako leto. Na Rdeči seznam kačjih pastirjev iz Pravilnika o uvrstitvi ogroženih rastlinskih in živalskih vrst v rdeči seznam je dristavični spreletavec uvrščen kot prizadeta vrsta.